# بوئنا ویستا سوشیال کلاب

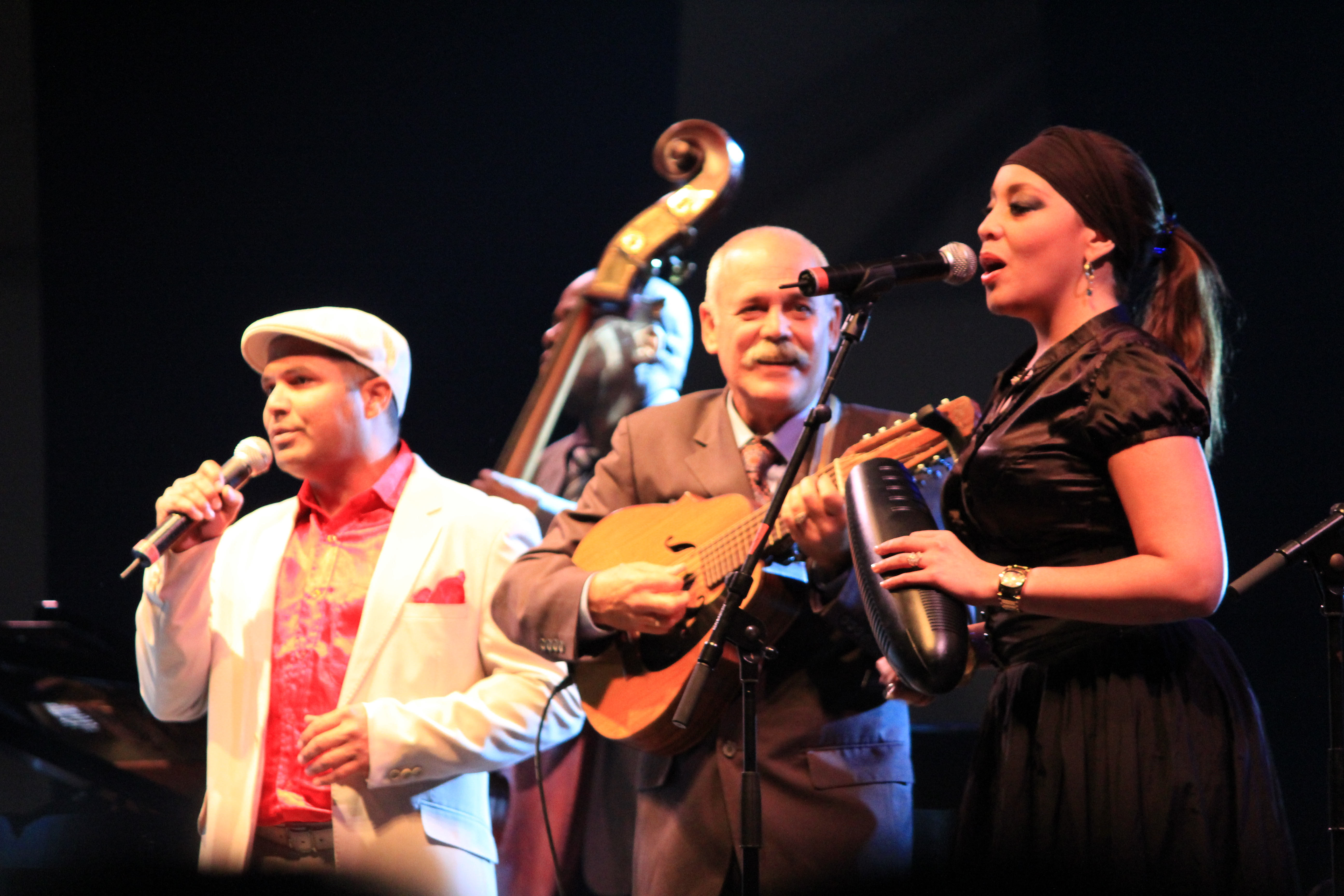
بوئنا ویستا سوشیال کلاب

بوئنا ویستا سوشیال کلاب (به اسپانیایی: Buena Vista Social Club) به معنای کلوپ اجتماعی خوش‌منظره، نام یک باشگاه شبانه در شهر هاوانا در کشور کوبا بود. این باشگاه در دهه ۱۹۴۰ میلادی به محلی برای جمع‌شدن نوازندگان، خوانندگان، شعرا و رقصندگان کوبایی تبدیل شده بود.

## مستند و آلبوم موسیقی
در سال ۱۹۹۹ میلادی، ویم وندرس با همکاری رای کودر، فیلم مستندی با نام بوئنا ویستا سوشیال کلاب ساخت. این فیلم درباره جمعی از اساتید موسیقی کوبا بود. با پایان فیلم‌برداری این مستند، گروهی به همین نام از میان نوازندگان و خوانندگانی که در فیلم ظاهر شدند تشکیل شد و نخستین آلبوم این گروه در همان سال، تبدیل به یکی از محبوب‌ترین و پرفروش‌ترین آلبوم‌های سال در بسیاری از کشورهای جهان شد.